# Western Publishing
Western Publishing, auch bekannt unter Western Printing and Lithographing Company und zwischen 1996 und 2001 als Golden Books Family Entertainment, war ein US-amerikanischer Buch- und Comic-Verlag aus Racine (Wisconsin).

## Geschichte
Western Publishing wurde 1907 von Edward Henry Wadewitz und Albert H. Wadewitz in Racine gegründet. Western Publishing hatte jahrelang ein Monopol inne und durfte als einziger Verlag Comics von Walt Disney in den USA veröffentlichen. 1993 hatte Western Publishing einen Umsatz von 652,2 Millionen USD. 1996 wurde das Unternehmen in Golden Books Family Entertainment umbenannt. 1998 verloren die Aktien von Golden Books 98 % an Wert. 1999 wurde das erste Mal Konkurs angemeldet. Das Unternehmen entging im Januar 2000 knapp dem Bankrott um drei Monate später endgültig in Konkurs zu gehen. 2001 wurden das Unternehmen für 84,4 $ Millionen von United Productions of America und Random House gekauft.

## Werke
Western Publishing verlegte vor allem Kinderbücher und Comics. Bekannte Autoren hierbei waren Don Rosa, Chase Craig oder ab 1942 Carl Barks. Western Publishing veröffentlichte in den USA in Lizenz der Walt Disney Company sowohl Micky- als auch Donald-Comics. Disney konzentrierte sich auf die Produktion von Filmen und lizenzierte die Veröffentlichung von Comics an Verlage wie Western Publishing.